# WEEKEND FLY! DAY
WEEKEND FLY! DAY（ウィークエンド フライ デイ）は、広島エフエム放送(HFM)で2003年10月3日から2005年3月25日まで毎週金曜日の朝に放送されていた朝ワイド番組。
タイトルから分かるように、FLY! DAY の『FLY』は飛ぶという意味であり、『朝から飛びます！』というコンセプトとなっている。2005年3月25日をもって番組は終了（後枠は『MORNING UP!』）。

## 概要
- 『-WEEKLY PARTY- 週末オトナ計画ワイド!』のモーニングサイドの後枠として開始した。広島のニュース・天気予報・交通情報、広島の情報などを伝える。
- 番組開始から半年は君崎滋と村上ゆみえが担当していた。村上と番組リポーターの桧垣直子は『-WEEKLY PARTY- 週末オトナ計画ワイド!』（現在は『-WEEKLY PARTY- 週末オトナ計画』）から引き続き担当している。以上の理由から、『週末・・・』モーニングサイドのリニューアルに近い。2004年4月2日の放送から村上に代わり、国光かよこがパーソナリティーを務めた。
- かつて「情報マンサイ・音楽マンサイ・野村マンサイでお送りします。」と君崎が言い、国光から「出ませんって!」とツッコミが入った宣伝が流れていたことがあった。
- 番組終了間近の2005年春頃にTSS（テレビ新広島）の「ひろしま満点ママ!!」内のコーナーで取り上げられたことがあった。当時、同コーナーは国光が担当していた。このように、パーソナリティは全員TSSの番組に出演していた。また、TSSの気象予報士から天気に関するメールが来たリ、ゲスト出演したこともあった。
- 2005年3月25日をもって番組は終了したが、その後も君崎はHFMの定時ニュース、国光は『皆実町モダン倶楽部』を担当している。

## パーソナリティ
- 君崎滋、村上ゆみえ（2003年10月3日 - 2004年3月26日）
- 君崎滋、国光かよこ（2004年4月2日 - 2005年3月25日）

## タイムテーブル （番組末期）
- 7:30 オープニング・トラフィックインフォメーション＋ウェザーレポート
- 7:35 アンデルセンサウンドブレックファースト
- 7:45 GOOD MORNING NEWS
- 7:50 TOYOTA GOOD SPORTS
- 8:00 SUZUKI NEWS NUMBERS
- 8:10 TOKYO FM 6Sense内コーナー
- 8:19 トラフィックインフォメーション
- 8:20 知っ得ウィークリーニュース
- 8:30 GOOD MORNING NEWS
- 8:40 トラフィックインフォメーション＋ウェザーレポート
- 8:45 献血情報
- 9:00 トラフィックインフォメーション＋ウェザーレポート
- 9:06 トゥデイズエンタトピックス
- 9:20 フレーフレーフライデー！
- 9:30 トラフィックインフォメーション＋ウェザーレポート
- 9:35 テレマートラジオショッピングテレマート
- 9:55 ニュース＋天気予報

| 広島エフエム放送 金曜の朝番組        | 広島エフエム放送 金曜の朝番組 | 広島エフエム放送 金曜の朝番組 |
| 前番組                               | 番組名                        | 次番組                        |
| ------------------------------------ | ----------------------------- | ----------------------------- |
| -WEEKLY PARTY- 週末オトナ計画ワイド! | WEEKEND FLY!DAY               | MORNING UP!                   |